# Scirpus karuisawensis
Scirpus karuisawensis är en halvgräsart som beskrevs av Tomitaro Makino. Scirpus karuisawensis ingår i släktet skogssävssläktet, och familjen halvgräs. Inga underarter finns listade i Catalogue of Life.